# Дисе су ле Лид
Дисе су ле Лид (фр. Dissé-sous-le-Lude) је насељено место у Француској у региону Лоара, у департману Сарт.
По подацима из 2011. године у општини је живело 577 становника, а густина насељености је износила 25,79 становника/km².

## Демографија
| 1962. | 1968. | 1975. | 1982. | 1990. | 2011. |
| ----- | ----- | ----- | ----- | ----- | ----- |
| 627   | 594   | 591   | 649   | 594   | 577   |